# Michel d'Herbigny
Michel-Joseph Bourguignon d'Herbigny (Lilla, 8 maggio 1880 – Aix-en-Provence, 23 dicembre 1957) è stato un vescovo cattolico e gesuita francese. Fu rettore del Pontificio istituto orientale, a Roma, e della Pontificia commissione per la Russia. Fu consacrato vescovo segretamente e fu in servizio nel fallito tentativo di stabilire una gerarchia clandestina per la Chiesa cattolica nell'Unione Sovietica durante le persecuzioni degli anni venti.

## Primi anni di anni vita e formazione
Michel d'Herbigny nacque a Lilla, nel nord della Francia, l'8 maggio 1880. Entrò nell'ordine dei Gesuiti all'età di diciassette anni e studiò a Parigi e a Treviri. Il 29 agosto 1910 venne ordinato presbitero a Enghien. Nel 1911 la sua tesi sul filosofo russo Vladimir Solov'ev fu pubblicata con il titolo "Vladimir Soloviev: un nuovo uomo russo" e premiata dall'Académie Française. A causa di questo fu notato e studiato dal Sodalitium Pianum.

## Carriera accademica
D'Herbigny iniziò la sua carriera come professore di teologia presso il collegio gesuita di Enghien. Insegnò lì per quasi dieci anni, dal 1912 al 1921. Questo non gli impedì, di visitare la Russia e altri paesi dell'Europa orientale durante l'estate. Le impressioni che aveva portato - povertà materiale e mancanza di clero - lo portarono a organizzare un seminario cattolico russo a Enghien. Già nel 1912 arrivarono i primi studenti dall'Impero russo. La prima guerra mondiale fece fallire il progetto dato che i russi furono cacciati dalle truppe tedesche. Il suo trattato De Ecclesia, pubblicato nel 1920, aprì una nuova prospettiva ecumenica. Divenuto noto come il principale studioso gesuita della cultura russa, nel 1921 gli fu assegnato a un posto di insegnante a Roma presso la Pontificia Università Gregoriana. L'anno successivo venne nominato rettore del Pontificio istituto orientale. Nonostante le difficoltà iniziale diede all'istituto un impulso decisivo. Fondò Orientalia Christiana, una delle più importanti riviste scientifiche e diede all'istituto una propria identità, separata dalla Pontificia Università Gregoriana. Nel dicembre 1924 divenne consultore della Congregazione per le Chiese orientali, in particolare per la gestione degli affari russi, allora molto critici. A Roma, nel 1925, venne fondata presso la Congregazione per le Chiese orientali, la Commissione "pro Russia", al capo della quale venne posto Michel d'Herbigny, che si era distinto per i suoi studi sul mondo russo. Dal momento del suo insediamento presso questa commissione, divenne una figura chiave per la politica vaticana in Russia.

## Missione segreta in URSS
Nel 1926 il livello di persecuzione religiosa in Unione Sovietica era tale che l'intera gerarchia della Chiesa cattolica in quel paese era effettivamente stata eliminata con l'esilio o il carcere. Papa Pio XI, considerando che il regime sovietico aveva di fatto annichilito la gerarchia cattolica in Russia, decide di passare ai fatti, vista l'impossibilità di aprire un tavolo di trattativa con i sovietici, creando degli amministratori apostolici in sostituzione delle strutture diocesane esistenti nel periodo zarista. I piani del pontefice vennero formalizzati nel rescritto Plenitudine Potestatis e nel decreto Quo aptius.
D'Herbigny divenne l'uomo chiamato a guidare questo tentativo e, il 26 marzo 1926, partì alla volta di Mosca, con il pretesto di una visita pastorale di Pasqua per i cattolici europei occidentali residenti nella capitale sovietica. Il 29 marzo il nunzio apostolico in Germania Eugenio Pacelli gli conferì segretamente l'ordinazione episcopale nella cappella della nunziatura. L'11 febbraio 1926 papa Pio XI lo aveva infatti nominato vescovo titolare di Ilio, l'antica Troia. Il riferimento è quello del cavallo di Troia del mito, trasfigurato al ruolo che egli avrebbe occupato nelle sue missioni in terra russa, per evangelizzare un popolo reso ormai ateo dal proprio governo, come il cavallo di Troia aveva permesso ai greci di infiltrarsi nelle mura cittadine. Lo stesso giorno la commissione per la Russia divenne un dicastero indipendente.
A Mosca, presso la chiesa di San Luigi dei Francesi, d'Herbigny consacrò vescovo Pie Eugène Neveu che svolgeva da anni l'attività pastorale in Russia nella città mineraria di Makiïvka nel bacino del Donec, dove esisteva una colonia francese. Egli venne trasferito nella capitale dove iniziò la sua attività in sostituzione di Jean Marie Vidal. A Neveu venne riconosciuta la dignità episcopale e poté svolgere la sua attività di amministratore clandestino per la Chiesa cattolica nella regione di Mosca, anticamente parte dell'arcidiocesi di Mahilëŭ, per dieci anni. Il 10 maggio consacrò anche Aleksandr Frizon e Boļeslavs Sloskāns, a cui affidò i ruoli di amministratori rispettivamente a Odessa e Mahilëŭ. Il 13 agosto consacrò anche Antoni Malecki e gli assegnò il ruolo di amministratore a Leningrado. In seguito ci furono altri viaggi e ordinò altre persone, ma nell'estate del 1937, con la fucilazione del vescovo Frizon, venne annientata la gerarchia di entrambi i riti.
Alla fine del 1932 fu seriamente coinvolto nello scandalo che circondò Alexander Deubner, prete russo comunista e nipote di Clara Zetkin. D'Herbigny lo aveva infatti assunto come traduttore e fu co-autore del libro che D'Herbigny aveva appena pubblicato. Dopo aver lasciato precipitosamente Berlino nel novembre 1932, Deubner fu denunciato come spia sovietica.
Nel 1928 papa Pio XI istituì il Pontificio collegio russicum. Questo progetto realizzò il vecchio sogno di d'Herbigny di un seminario per i giovani russi, ma i tempi erano ormai cambiati. Trapelarono indiscrezioni circa le sue disavventure in Russia. Nel 1932 rinunciò al ruolo di rettore del Pontificio istituto orientale e l'anno successivo si trasferì in Belgio, ufficialmente per motivi di salute. Non fece più ritorno a Roma.

## La caduta e l'isolamento
Entro poco più di un decennio, tutti i vescovi ordinati in segreto dal vescovo d'Herbigny vennero imprigionati, esiliati o giustiziati, e la politica di tentare di organizzare la Chiesa in Russia tramite nomine clandestine dal Vaticano fu abbandonata. All'inizio del 1934 fu spogliato dalle sue responsabilità in circostanze che gli storici non sono stati in grado di chiarire. Lo storico francese Yves Chiron dà una serie di possibili motivi: un complotto interno alla Compagnia di Gesù, la gelosia dei suoi rapporti privilegiati con Pio XI da parte del preposito generale Włodzimierz Ledóchowski, la relazione con una donna, l'aver provocato il governo russo con le ordinazioni segrete e il fallimento generale delle sue politiche e tattiche.
Nel luglio del 1937 d'Herbigny fu costretto a rinunciare anche alla dignità episcopale e gli venne proibito di esercitare qualsiasi attività pubblica di ogni sorta.
Morì dimenticato a Aix-en-Provence il 23 dicembre 1957 e fu sepolto nella tomba del clero del cimitero locale.

## Genealogia episcopale e successione apostolica
La genealogia episcopale è:
- Cardinale Scipione Rebiba
- Cardinale Giulio Antonio Santori
- Cardinale Girolamo Bernerio, O.P.
- Arcivescovo Galeazzo Sanvitale
- Cardinale Ludovico Ludovisi
- Cardinale Luigi Caetani
- Cardinale Ulderico Carpegna
- Cardinale Paluzzo Paluzzi Altieri degli Albertoni
- Papa Benedetto XIII
- Papa Benedetto XIV
- Papa Clemente XIII
- Cardinale Marcantonio Colonna
- Cardinale Giacinto Sigismondo Gerdil, B.
- Cardinale Giulio Maria della Somaglia
- Cardinale Carlo Odescalchi, S.I.
- Cardinale Costantino Patrizi Naro
- Cardinale Lucido Maria Parocchi
- Papa Pio X
- Papa Benedetto XV
- Papa Pio XII
- Vescovo Michel-Joseph Bourguignon d'Herbigny, S.I.

La successione apostolica è:
- Vescovo Pie Eugène Neveu, A.A. (1926)
- Vescovo Aleksandr Frizon (1926)
- Vescovo Boļeslavs Sloskāns (1926)
- Vescovo Antoni Malecki (1926)